# José Eduardo dos Santos
José Eduardo Van-Dúnem dos Santos (Luanda, 28 de agosto de 1942 – Barcelona, 8 de julho de 2022) foi um engenheiro, militar e político angolano que serviu como Presidente de Angola de 1979 a 2017. Como presidente, José Eduardo dos Santos também foi comandante-em-chefe das Forças Armadas Angolanas (FAA) e presidente do Movimento Popular de Libertação de Angola (MPLA), o partido que tem governado Angola desde que obteve independência em 1975.
Uma figura controversa, José Eduardo dos Santos recebeu muitos prêmios internacionais por seu compromisso com o anticolonialismo e promoção de negociações de paz com rebeldes para acabar com as guerras locais, tendo sido também elogiado por melhorar a economia de Angola e atrair investimentos estrangeiros significativos. Ao mesmo tempo, ele foi acusado de ser ditador e de criar um dos regimes mais corruptos da África, com uma rede de clientelismo profundamente arraigada.
Em 11 de março de 2016, ele anunciou que deixava a carreira política em 2018, ano em que completaria 76 anos. Porém acabou deixando o cargo em setembro de 2017, sendo sucedido por João Lourenço. 
Faleceu em 8 de julho de 2022, de doença prolongada, internado nos cuidados intensivos de um centro médico da cidade de Barcelona, Espanha, aos 79 anos de idade.

## Biografia

### Primeiros anos
José Eduardo dos Santos nasceu onde hoje é o bairro de Sambizanga, em Luanda. É filho de Avelino Eduardo dos Santos Van-Dúnem, calceteiro e pedreiro de origem santomense, e Jacinta José Paulino, vendedora e trabalhadora doméstica. Seu nome de batismo era somente José Eduardo Van-Dúnem. Já adulto, acrescentou "dos Santos" de seu pai e deixou de utilizar o sobrenome "Van-Dúnem".
Frequentou a escola primária em Luanda onde também fez o ensino secundário no Liceu Salvador Correia (atualmente Magistério Mutu-ya-Kevela).

### Militância anticolonial e carreira militar
Ainda estudante do Liceu, José Eduardo dos Santos filiou-se ao MPLA em 1958, o que marcou o começo da sua militância política anticolonial. Antes mesmo de sua filiação ao MPLA, já tomava parte em grupos clandestinos nacionalistas que atuavam na periferia de Luanda.
Após a eclosão da luta contra o poder colonial português em 4 de fevereiro de 1961, José Eduardo dos Santos abandonou Angola em novembro desse mesmo ano a bordo do Navio Zaire. Passou a coordenar, no exílio, a atividade da Juventude do Movimento Popular de Libertação de Angola (JMPLA), organismo do qual foi um dos fundadores e durante algum tempo vice-presidente. Eduardo dos Santos partiu para o exílio no país vizinho República do Congo. Integrou, em 1962, o Exército Popular de Libertação de Angola (EPLA), braço armado do MPLA, e em 1963 foi o primeiro representante oficial do MPLA em Brazavile, capital da República do Congo.
Em 1962, enquanto ainda estava em Quinxassa, integrou, como guitarrista, o grupo musical "Kimbandas do Ritmo", que tinha como companheiros Brito Sozinho, Elias Monteiro Barber e Catarino Júlio de Assis Barber, com a colaboração de Bonga Kuenda.
Em novembro de 1962, foi beneficiado com uma bolsa de estudos para o Instituto de Petróleo e Química de Bacu, na antiga União Soviética, tendo se licenciado em engenharia de petróleos em junho de 1969. O intercâmbio em terras soviéticas se mostraria fundamental para que no futuro fosse eleito substituto de Agostinho Neto.
Enquanto na União Soviética reuniu um grupo de estudantes angolanos composto por Pedro Van-Dúnem Loy, Mário Santiago, Maria Mambo Café, Amélia Mingas, Brito Sozinho, Ana Wilson, entre outros, para formar o "Conjunto Nzaji", um grupo musical angolano de grande relevo. Dos Santos era guitarrista, mas também tocava baixo e contrabaixo, além de atuar como intérprete e compositor. Na composição, foi autor ou coautor das canções Deba, MPLA Invuluzi, Monangambé, Etu Tua Anangola, Dituminu, e, da muito aclamada, Caputu Mwangole, uma música de intervenção de denúncia da colonização. O grupo chegou a gravar um disco em 1972 na Finlândia pelo selo Eteepäin.
Ainda na URSS, depois de terminados os estudos superiores, frequentou um curso militar de telecomunicações. Isso o habilitou a exercer, quando voltou para Angola (em 1970), funções nos Serviços de Telecomunicações da 2.ª Região Político-Militar do MPLA, em Cabinda, de 1970 a 1974. Neste último ano chegou a ser promovido a sub-comandante no Serviços de Telecomunicações da referida região militar.
Em 1974 Angola ainda era um território português conhecido como Estado de Angola. Eduardo dos Santos desempenhou um papel significativo nos esforços militares finais da guerra de independência. Naquele momento é designado membro da Comissão Provisória de Reajustamento da Frente Norte, responsável das finanças da 2ª Região, sendo um dos líderes da exitosa Campanha Miconje-Cabinda, que garantiu a província de Cabinda para a iminente Angola independente.
Neste período, porém, o MPLA passava por uma intensa disputa política interna, que geraria, entre 1972 e 1974, a Revolta Activa e a Revolta do Leste. As discussões eram instigadas por puristas anticoloniais em Brazavile (sede partidária no exílio), no ano de 1972, e giravam em torno da temática racista, que dominava os rumos do partido naquela altura. Grandes porções do partido identificavam as recentes e constantes derrotas militares no Leste angolano como emanadas de uma liderança branco-mestiça, a qual identificavam como maiores representantes Lúcio Lara, sua esposa Ruth Lara, Iko Carreira e a esposa de Agostinho Neto, Maria Eugénia Neto. Os rebelados acabaram por prender o número 2 do partido, Lúcio Lara, operação levada a cabo pelo comandante militar João Jacob Caetano "Monstro Imortal", e que contou com suporte velado de José Eduardo dos Santos, que já aspirava tomar o comando do partido e estabelecer a liderança do movimento somente com nomes negros. A rebelião chegou a dar o comando do MPLA a José Eduardo dos Santos, mas foi debelada rapidamente por Agostinho Neto, que anistiou os envolvidos.

### Carreira política
O desempenho da campanha militar cabindina o gabaritou diante da liderança do partido para servir como representante do MPLA inicialmente na República Democrática do Congo (ainda Zaire), seguindo para a Jugoslávia e a República Popular da China.
Do final de 1974 até meados de 1975, José Eduardo dos Santos voltou a desempenhar a função de Representante do MPLA em Brazavile (o Congo era um dos mais importantes aliados africanos de Angola). Em setembro de 1974, numa reunião realizada no Moxico, foi eleito membro do Comité Central e do Bureau Político do MPLA. Em junho de 1975, passou a coordenar o Departamento de Relações Exteriores do MPLA e, cumulativamente, também o Departamento de Saúde do MPLA.
Com a proclamação da independência de Angola, a 11 de novembro de 1975, foi nomeado Ministro das Relações Exteriores. Nesta função, desempenhou um papel fundamental na obtenção de reconhecimento diplomático para o governo do MPLA em 1975-76, principalmente do aliado soviético, além da formalização da Operação Carlota e da constituição da ponte aérea Cuba-Angola. O MPLA tinha o poder em Luanda, porém iniciava a Guerra Civil Angolana com as outras formações políticas com alianças com diversas potências — a União Nacional para a Independência Total de Angola (UNITA) e a Frente Nacional de Libertação de Angola (FNLA).
Embora o nome de José Eduardo dos Santos não seja associado ao Fraccionismo, manteve uma posição dúbia e até mesmo precipitada diante da tentativa de golpe de Estado nitista, esboçando certa concordância com os ideais do movimento. No processo de repressão ao Fraccionismo chegou a receber ordem de prisão de Henrique Onambwé por suposta colaboração, sendo livrado da pena por Agostinho Neto. Porém, coube-lhe a comissão de inquérito criada pelo MPLA para apurar a "fracção" no seio do partido, bem como indicar possíveis envolvidos e colaboradores dos mentores. Surpreendentemente seu relatório foi inconclusivo alegando "não haver evidências de fracionismo".
No Congresso do MPLA realizado em dezembro de 1977, Eduardo dos Santos foi reeleito para o Comité Central e para o Politburo. Em dezembro de 1978 foi movido do posto de Vice-Primeiro-Ministro para o de Ministro do Planeamento e Desenvolvimento Económico.

### Presidente de Angola

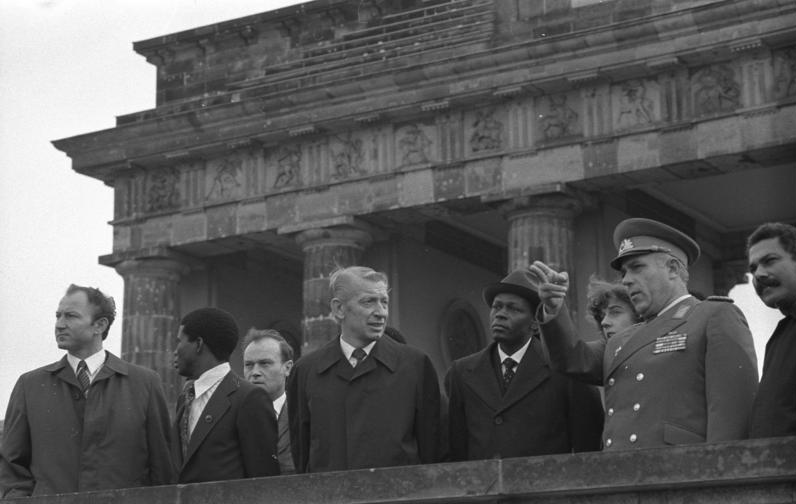
Dos Santos (quinto da esquerda) no Portão de Brandemburgo durante visita de Estado de 1981, com oficiais da Alemanha Oriental.

Com a morte do primeiro presidente de Angola, Agostinho Neto, a 10 de setembro de 1979, Lúcio Lara convocou com urgência um congresso extraordinário do partido, assumindo interinamente a condução do país. Mesmo com todo o cenário favorável a permanecer no poder, Lara optou por trabalhar para que um nome não-mestiço fosse escolhido. Dos Santos integrou a Comissão de Direção Nacional, o conselho de governo interino angolano, que trabalhou sob a supervisão Lara, e era composto também por Ambrósio Lukoki, Pedro Pedalé e Pascoal Luvualo.
Assim, José Eduardo dos Santos foi eleito Presidente do MPLA a 20 de setembro de 1979 e investido por Lara, no dia seguinte, nos cargos de presidente da República Popular de Angola e comandante-em-chefe das Forças Armadas Populares de Libertação de Angola (FAPLA). Também foi eleito Presidente da Assembleia do Povo a 9 de novembro de 1980.

#### Guerras e purgas
Do início da década de 1980 até 1992, José Eduardo dos Santos teve que enfrentar a guerra civil doméstica e dois conflitos interfronteiriços, a Guerra de Independência da Namíbia e a Insurgência em Catanga, que moveram um enorme contingente de refugiados para Angola, causando uma da crise transfronteiriça entre Angola, Zaire e a África do Sul. Além das questões zairenses e sul-africanas, o grande desafio real continuava ser doméstico, com o conflito continuo com o movimento de nacionalista rival, a União Nacional para a Independência Total de Angola (UNITA). Liderada por Jonas Savimbi e apoiada pela África do Sul e os Estados Unidos, nunca totalmente reconheceu a legitimidade do MPLA como o governo no poder em Angola. Vários conflitos armados resultaram numa guerra civil de 27 anos que devastou o país e os fundos públicos angolanos.
As guerras tiveram intervenção estrangeira intensa. Devido ao apoio da União Soviética e Cuba a Angola, os Estados Unidos e África do Sul apoiaram UNITA como uma forma de limitar a expansão da influência soviética em África. No momento mais tenso da guerra civil, em 1984, acumulou novamente a função de Ministro das Relações Exteriores onde chegou a negociar os Acordos de Lusaca e a Declaração Angola-Cuba de 1984, inclusive com anistia política, um feito que desmobilizou quase completamente a FNLA e seu braço armado, deixando a UNITA sem um aliado angolano no campo de batalha. No final da década de 1980, após a retumbante vitória angolana na batalha de Cuito Cuanavale, abriram-se conversações quadripartidas entre Angola, Estados Unidos, Cuba e África do Sul, resultando na materialização da resolução 435/78 do Conselho de Segurança da Organização das Nações Unidas (ONU), que deu início ao processo de paz que culminaria no repatriamento do contingente cubano, na independência da Namíbia, e na retirada das tropas sul-africanas de Angola.
A década de 1980 também ficaria marcada pelas "purgas eduardianas", ou "purgas da Peça e do Quadro", iniciadas em 1982, e replicadas em 1985 e 1987-1990. O estopim seria o "caso Monty", o "caso Angonave", o "caso Kamanga" e o "caso da Peça e do Quadro", em que os três primeiros tratariam de denúncias de corrupção partindo de uma ala mais à esquerda no partido, atingindo, respectivamente, as empresas Sonangol, Angonave e Endiama, e; por último críticas ácidas satíricas à Dos Santos e seu círculo de confiança (chamada de ala pragmática-liberal) partindo do departamento partidário de Cultura e de Formação numa peça teatral e numa obra de arte, acusando-os de incompetentes, incapazes e corruptos. As sucessivas crises deram-se de setembro de 1981 a setembro de 1982, com o epílogo ocorrendo no "caso da Peça e do Quadro". Foram removidos de cargos-chave do partido e do governo a ala "Guia Imortal" (ou comunista/progressista-socialista), que seguia a linha ideológica de Agostinho Neto e de Lúcio Lara (este o próprio fiador de Dos Santos). Atribui-se tanto a uma busca de afirmação da liderança de Eduardo dos Santos, como de tentativa de minar o poder de figuras que considerava demasiado poderosas, atingindo inicialmente (1982) Ambrósio Lukoki, Costa Andrade (Ndunduma wé Lépi), Luzia Sebastião, Nene Pizarro, Raul Araújo, Rui Galhanas, Ruth Lara e, por último, Lúcio Lara (1985) e Maria Mambo Café (1990).

#### Abertura de mercado e eleições

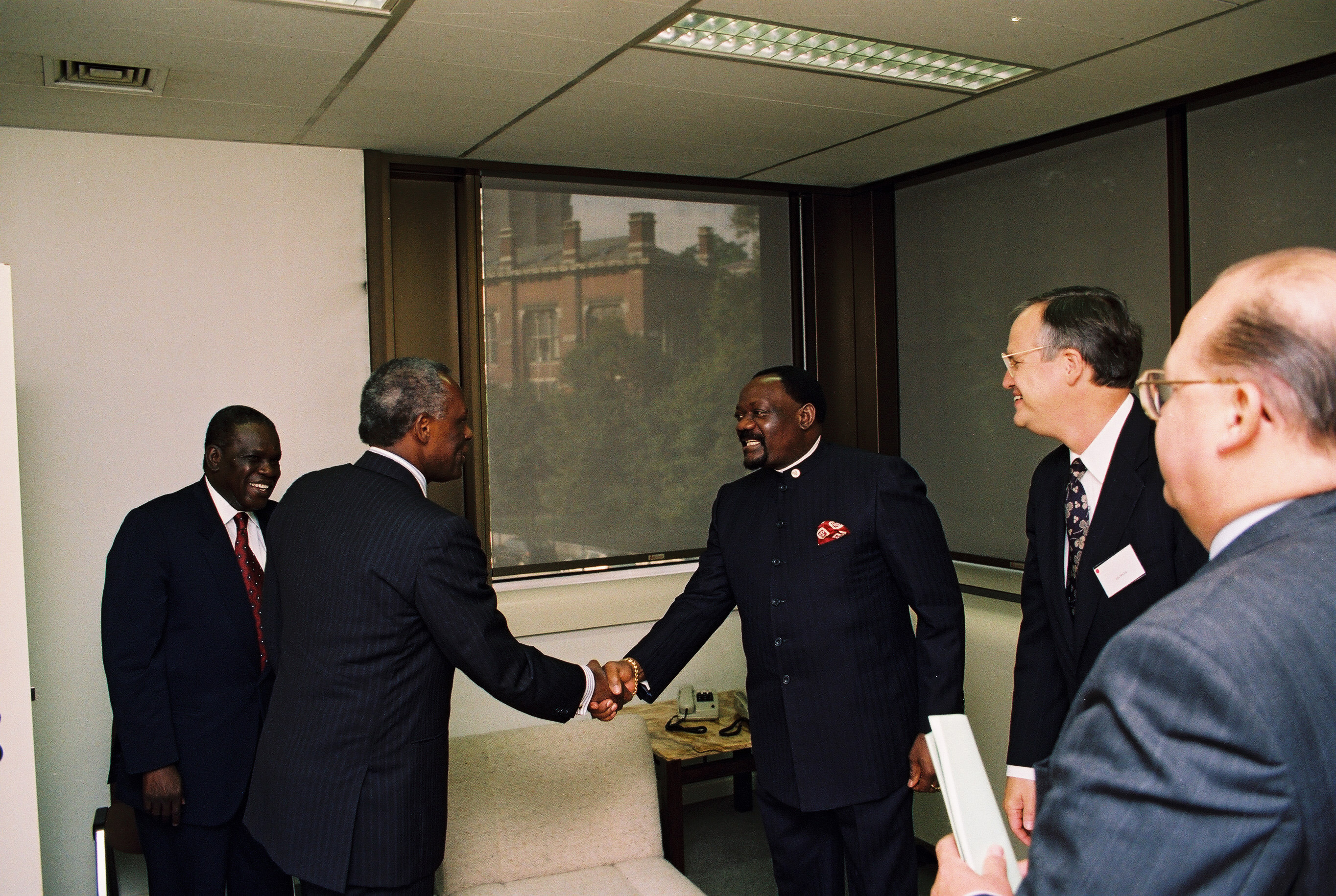
Aperto de mãos entre Dos Santos e Savimbi em 1995 durante conversações para um acordo de paz.

No início da década de 1990 Eduardo dos Santos abandonou progressivamente a economia planificada e estabeleceu uma economia de livre-mercado em Angola, colocando o país como a terceira maior economia da África subsaariana depois da África do Sul e Nigéria, o segundo maior produtor de petróleo africano e um dos locais mais visados para investimento estrangeiro em África, ao mesmo tempo em que houve uma piora considerável nos indicadores sociais do país. Chegou a declarar no período que "não houve aqui condições objectivas para a edificação do socialismo, tal como ele vinha escrito nos manuais de Marx, Engels, etc." e que o "socialismo foi uma intenção [que] talvez não tenha passado do papel", complementando que a partir de então Angola estaria em busca de uma "economia assente nas leis de mercado".
Com o fim da Guerra Fria e pressionado pela comunidade internacional, mas simultaneamente a braços com dificuldades económicas internas e a continuação de uma desgastante guerra civil, José Eduardo dos Santos procurou uma solução negociada com a UNITA. Impôs a passagem de Angola para um regime democrático que, baseando-se numa constituição adotada em 1992, permitiu o pluralismo político.
Em 29 e 30 de setembro de 1992, após 16 anos de conflito que, àquela altura, já tinha matado 300 mil pessoas, foram realizadas eleições em Angola, sob a supervisão das Nações Unidas. As eleições para a Assembleia Nacional deram a vitória ao MPLA com maioria absoluta. No entanto, nas eleições presidenciais José Eduardo dos Santos não foi eleito na primeira volta, embora tenha conseguido 49,57% dos votos, contra 40,07% de Jonas Savimbi. De acordo com a constituição vigente, uma segunda volta teria sido indispensável, mas a UNITA não reconheceu os resultados eleitorais, retomando de imediato a Guerra Civil Angolana. O recrudescimento da violência foi terrível, com episódios notórios como a Guerra dos 55 Dias e o Massacre do Dia das Bruxas, com a primeira resultando de um grande massacre da UNITA contra civis e a segundo quando centenas de manifestantes UNITA foram mortos pelas forças MPLA em todo o país. Em tal cenário, José Eduardo dos Santos manteve em funções, mesmo sem legitimidade constitucional.
Em 1993, enquanto a UNITA recusava-se a desistir do território que ganhou na Guerra dos 55 Dias pelo relaxamento militar do período eleitoral, os Estados Unidos, envolvidos na resolução de negociações de paz entre os dois partidos e líderes rivais, a fim de elaborar um acordo de partilha de poder decidiu retirar o seu apoio à UNITA e oficialmente reconheceram o governo do MPLA como órgão dirigente oficial de Angola. Dos Santos dirigiu pessoalmente essa intensa atividade diplomática que culminou no reconhecimento do governo angolano pelos Estados Unidos em 19 de maio de 1993, e a seguir no reconhecimento pela maior parte dos países. A vitória diplomática possibilitou que Angola adquirisse muitos equipamentos militares para fazer frente à UNITA, que já controlava mais da metade do território nacional, mas gerou o escândalo do Angolagate. Houve a tentativa de firmar um tratado de paz definitivo entre 1994 e 1995, no Protocolo de Lusaca, mas os conflitos continuaram.
Lidando com assuntos internos complexos, o panorama externo novamente perturba seu governo durante a Segunda Guerra do Congo, onde o país tornou-se destino de uma multidão de refugiados quinxassa-congoleses. Além disso, as Forças Armadas Angolanas foram enviadas para tentar contornar as diversas rebeliões no pais vizinho, bem como na Guerra Civil na República do Congo, angariando importantes vitórias militares externas, num claro esforço de afirmar o país como potência bélica regional.

#### Processo de paz

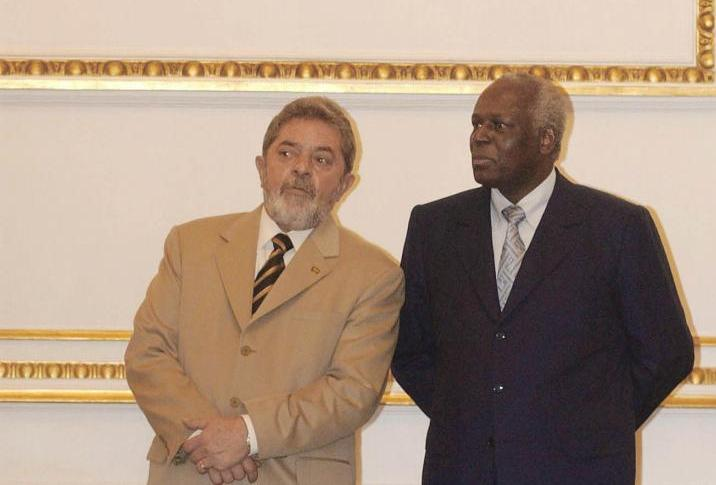
Dos Santos e o então presidente do Brasil, Lula da Silva, em 2003.

A Guerra Civil Angolana terminou em 2002, com a morte de Jonas Savimbi a 22 de fevereiro e a assinatura dos acordos de paz com o líder interino unitense Paulo Lukamba Gato no dia 4 de abril do mesmo ano, nos quais a UNITA desistiu da luta armada, concordando com a desmobilização dos seus 50 mil militares, ou da sua integração nas Forças Armadas Angolanas, chegando-se deste modo a pôr termo a 27 anos da guerra civil. A paz foi declarada oficialmente em 2 de agosto de 2002. Seu feito deu-lhe o epíteto de "arquiteto da paz".
Na sequência desta decisão, o Conselho de Segurança da ONU reabriu o Escritório das Nações Unidas em Angola e autorizou o estabelecimento da Missão das Nações Unidas em Angola (UNMA), destinada a consolidar a paz no país.
Uma vez que continuou haver uma resistência contra a integração do enclave de Cabinda ao Estado angolano, José Eduardo dos Santos concluiu, a 1 de agosto de 2006, o "Memorando de Entendimento para a Paz e Reconciliação na província de Cabinda" formalmente assinado pelo ministro da Administração do Território de Angola, Virgílio de Fontes Pereira, e pelo presidente do Fórum Cabindês para o Diálogo (FCD), general António Bento Bembe, no Salão Nobre da Câmara de Moçâmedes, na presença de governantes, políticos e diplomatas acreditados na capital angolana, líderes religiosos e tradicionais, para além de representantes da sociedade civil. Este acordo destinou-se a pôr definitivamente fim à luta armada pela independência de Cabinda iniciada em 1975 pela Frente para a Libertação do Enclave de Cabinda (FLEC).

#### Questões de governança após a guerra civil
Em 2001, Dos Santos anunciou que não se candidataria a presidente na próxima eleição, que o próprio indicou que ocorreria em 2002 ou 2003. No entanto, em dezembro de 2003 foi reeleito Presidente do MPLA não sendo realizadas eleições presidenciais como prometido, apesar destas serem anunciadas novamente para 2006, depois para 2007 e finalmente para 2009.

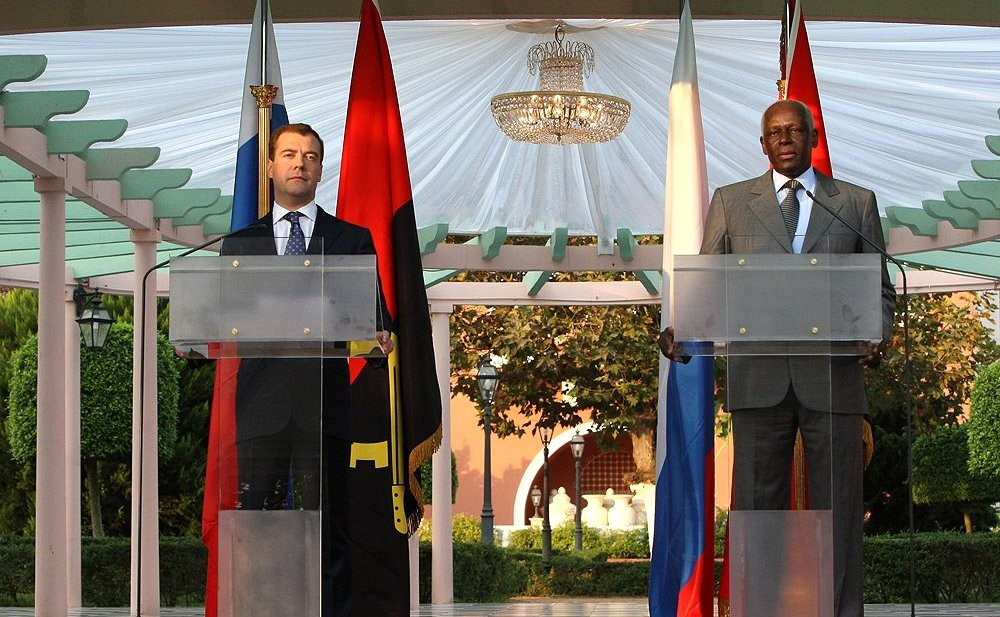
Eduardo dos Santos com o então presidente russo Dmitry Medvedev durante visita de Estado em Angola 26 de junho 2009.

Em matéria internacional, em novembro de 2006, Dos Santos foi cofundador da Associação dos Países Africanos Produtores de Diamantes (ADPA) uma organização que conta com aproximadamente 20 nações africanas, e com a meta de promover cooperação no mercado e investimento estrangeiro na indústria diamantífera africana. Em 2007 conseguiu que o país fosse integrado ao poderoso cartel petrolífero Organização dos Países Exportadores de Petróleo (OPEP). Cabe salientar que anteriormente, na década de 1990, conseguiu incluir Angola na Comunidade dos Países de Língua Portuguesa e na Comunidade de Desenvolvimento da África Austral, nesta inclusive presidente pro-tempore entre 2011 e 2012.
Depois de uma eleição legislativa em 2008 (as primeiras eleições legislativas desde 1992), em que o MPLA venceu com 81,64% dos votos, o partido começou a elaborar uma nova Constituição.
José Eduardo dos Santos supostamente sofreu uma tentativa de assassinato em 24 de outubro de 2010, quando um veículo tentou bloquear o seu carro quando voltava da praia com a família. A escolta presidencial abriu fogo, matando dois indivíduos e recuperando várias armas. O incidente não foi confirmado por nenhuma outra fonte.
Em inícios de 2010 foi adotada a nova constituição, que abandona eleições presidenciais, introduzindo um mecanismo que prevê a eleição ao cargo de presidente do cabeça de lista do partido político ou coligação de partidos políticos mais votado no quadro das eleições gerais. Em fevereiro/março de 2011, e depois novamente em setembro de 2011, manifestações públicas foram organizadas em Luanda por jovens angolanos, principalmente através da Internet exigindo a renúncia do presidente a realização de novas eleições. Este grupo de manifestantes é denominado de "révus".
As eleições legislativas foram agendadas para 2012, altura em que José Eduardo dos Santos indicou Manuel Domingos Vicente como sucessor. Voltou atrás em sua decisão logo em seguida, assumindo o estatuto de cabeça-de-lista dos candidatos pelo MPLA. Venceu a eleição de 2012 com uma proporção de 71% dos votos, resultado ligeiramente menor que na eleição de 2008, mas ainda bastante folgado em relação aos adversários.

#### Últimos anos na presidência e aposentadoria da política
Dos Santos anunciou em 11 de março de 2016 que planejava se aposentar em 2018. A data em questão significaria que ele deixaria o cargo após as próximas eleições, marcadas para 2017. Em agosto de 2016, o MPLA sinalizou que João Lourenço, então Ministro da Defesa e Vice-Presidente do MPLA, poderia ser o cabeça da lista legislativa do partido e, portanto, seu candidato presidencial para as eleições legislativas de 2017, indicando que Dos Santos se afastaria antes de 2018. Dos Santos afirmou em 3 de fevereiro de 2017 — durante a 3ª. Reunião Ordinária do MPLA, que confirmou Lourenço como cabeça de lista — que deixaria o cargo após as eleições no final de 2017, com o próximo eleito o sucedendo. Nas eleições de agosto de 2017 Lourenço é eleito presidente com uma margem de 61 % dos votos.
Em 26 de setembro de 2017 Dos Santos empossa Lourenço como Presidente de Angola. Em 8 de setembro de 2018 Dos Santos é finalmente substituído por Lourenço na liderança do MPLA.

## Controvérsias
José Eduardo dos Santos foi frequentemente associado à grande corrupção e ao desvio de recursos do petróleo, em grande parte proveniente da província de Cabinda. Sua família é detentora de imenso património, que inclui casas nas principais capitais europeias, participações em grandes empresas, sociedades controladoras em paraísos fiscais e contas bancárias na Suíça — um património acumulado ao longo de décadas de exercício do poder. Seus oponentes o acusam de ignorar as necessidades sociais e económicas de Angola, concentrando seus esforços em acumular riqueza para sua família, ao mesmo tempo em que silencia a oposição ao seu governo.
Em 2012 cerca de 70% da população angolana vivia com menos de 2 dólares por dia, enquanto Santos e sua família acumularam uma imensa fortuna, que inclui participações nas principais empresas do país, bem como em grandes empresas estrangeiras.
Santos enriqueceu desde que assumiu o poder, mas acumulou uma enorme quantidade de bens sobretudo depois da abertura de mercado. A partir do cessar-fogo de 1989/1992, quando grande parte da economia do país foi parcialmente privatizada, ele assumiu o controlo de diversas empresas emergentes e apoiou ofertas públicas de aquisição de várias outras companhias de exploração de recursos naturais.
Eventualmente o Parlamento de Angola considerou ilegal que o presidente, pessoalmente, tivesse participação financeira em empresas. Na sequência, a fortuna de sua filha, Isabel dos Santos, baseada na participação acionária em várias empresas angolanas e estrangeiras, passou a crescer exponencialmente. Paralelamente, o governo passou a assumir o controle acionário em empresas que o presidente indiretamente controlava.
Ao mesmo tempo, o orçamento governamental chegou a 69 bilhões de dólares em 2012, graças aos rendimentos proporcionados pelo petróleo, os quais saltaram de 3 bilhões de dólares, em 2002, para 60 bilhões, em 2008.  No entanto, segundo o Fundo Monetário Internacional, 32 mil milhões de dólares das receitas de petróleo sumiram dos registos do governo. Afinal, descobriu-se que o dinheiro faltante foi usado em atividades quase fiscais.
José Eduardo dos Santos e o regime que representava tornaram-se alvo de protestos políticos por parte dos jovens angolanos, desde fevereiro de 2011. Uma grande manifestação pública realizada em Luanda, no início de setembro de 2011, foi duramente reprimida pela polícia, com dezenas de pessoas detidas e vários manifestantes feridos. A contestação ocorre sob outras formas, inclusive pelo "kuduro" rap e através de redes sociais da Internet.
Em junho de 2016, José Eduardo dos Santos nomeou a filha Isabel dos Santos para as funções de presidente do conselho de administração da petrolífera estatal Sonangol. Um grupo de 12 juristas angolanos apresentou uma providência cautelar para suspender a eficácia da posse da empresária.

## Prémios e reconhecimentos
José Eduardo dos Santos foi eleito o "Homem do Ano 2014" pela revista “Africa World”. Segundo a publicação, a escolha do líder angolano deve-se ao seu contributo para o excelente processo de recuperação económica e democrática de Angola desde o fim da guerra. A 8 de maio de 2015, o Presidente angolano foi galardoado com o prémio de boa governação “Meafrica Award”, no Dubai, nos Emirados Árabes Unidos. O Meafrica Awards é uma organização sem fins lucrativos que distingue personalidades individuais que contribuem na facilitação de investimentos e das relações económicas, para as economias em desenvolvimento.
- Recebeu o Grande-Colar da Ordem do Infante D. Henrique a 25 de janeiro de 1988.[107]
- Recebeu o Grande-Colar da Ordem Militar de Sant'Iago da Espada a 16 de janeiro de 1996.[107]

## Vida privada
José Eduardo dos Santos tinha como passatempo tocar guitarra, leitura de obras de história, política e economia, além de jogar futebol, tendo forte admiração pela equipa Futebol Clube do Porto, sendo inclusive premiado pela mesma com o "Dragão de Ouro".
José Eduardo dos Santos teve 10 filhos de diferentes relações:
Durante a sua estadia na União das Repúblicas Socialistas Soviéticas (URSS), José Eduardo dos Santos casou-se pela primeira vez (1966), com Tatiana Kukanova, cidadã russa-soviética, de quem se divorciou mais tarde (1980). Deste casamento teve uma única filha:
- Isabel dos Santos (n. 1973),[109] casada em Luanda em 2003 com Sindika Dokolo.[110]

Da relação com Filomena de Sousa ("Necas"), sua secretária no Ministério das Relações Exteriores de Angola, teve um filho:
- José Filomeno de Sousa dos Santos (n. 1978).[112][110]

De Maria Luísa ("Milucha") Perdigão Abrantes (23 de julho de 1951), famosa advogada angolana e antiga presidente da extinta Agência Nacional para o Investimento Privado de Angola, teve um filho e uma filha:
- Welwitschea José (Tchizé) dos Santos (n. 1978), casada entre 2002 e 2015 com Hugo André Nobre Pêgo (6 de maio de 1976), filho de José Sebastião da Mata Pêgo e de sua mulher Anabela Nobre (? - 2000), de quem teve dois filhos;[112][113][110]
- José Eduardo Paulino dos Santos, conhecido pelo pseudónimo artístico de Coréon Dú (n. 1984).[112][110]

De Maria Bernarda Gourgel teve um filho:
- José Avelino Gourgel (Joess) dos Santos (28 de dezembro de 1988).[108][110]

Casou-se pela segunda vez a 17 de maio de 1991 com Ana Paula Cristóvão Lemos (Luanda, 17 de outubro de 1963). Antiga hospedeira de bordo do avião presidencial angolano, Ana Paula conheceu José Eduardo dos Santos na época em que trabalhava nos voos presidenciais. É filha de José Cristóvão Lemos e de sua mulher Madalena Joaquim Breganha. Deste casamento teve três filhos e uma filha:
- Eduane Danilo Lemos dos Santos (29 de setembro de 1991);[108][110]
- Joseana Lemos dos Santos (5 de abril de 1995);[108][110]
- Eduardo Breno Lemos dos Santos (2 de outubro de 1998);[108][110]
- Houston Lulendo Lemos dos Santos (15 de novembro de 2001).[108][110]

De uma relação com Eduarda, conhecida por "Dadinha", teve:
- Josias dos Santos.[112][110]

## Morte

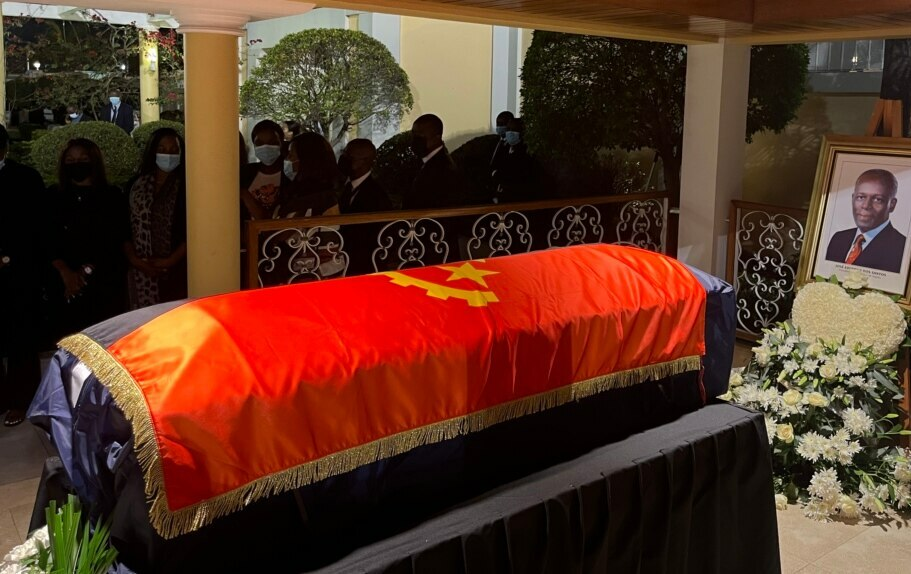
Funeral de José Eduardo dos Santos, com sua urna funerária envolta na bandeira nacional, com um retrato ao lado, em agosto de 2022.

Desde 2019 Dos Santos esteve hospedado no bairro de Pedralbes, Barcelona, numa mansão que já foi propriedade de Jordi Pujol. Sua estada em Barcelona era para tratamento médico.
Entre o princípio do tratamento e a piora de seu quadro a partir de maio de 2022, foi internado várias vezes. Em 23 de junho de 2022, Dos Santos sofreu um enfarte, ao que foi conduzido com urgência para o Instituto de Cardiologia e Medicina Interna do Centro Médico Teknon, na referida cidade espanhola.
Faleceu em 8 de julho de 2022, de insuficiência cardiorrespiratória causada por doença prolongada, em Barcelona, Espanha, aos 79 anos de idade.

### Litígios familiares envolvendo o corpo
No período que antecedeu sua morte foi noticiado um aumento das tensões internas na família, bem como entre a parte controladora das finanças da família e o Estado angolano. Após a morte de Dos Santos, duas facções da família passaram a disputar, na Vara de Família do Tribunal Civil da Catalunha, quem ficaria com a guarda do corpo do patriarca. A primeira facção (controladora das finanças) era composta por Tchizé dos Santos, Isabel dos Santos e os irmãos mais velhos, que se opunham à entrega dos restos mortais à ex-primeira-dama Ana Paula dos Santos e também foram contra a realização de um funeral de Estado antes das eleições de 24 de agosto de 2022 supostamente para evitar "aproveitamentos políticos". A outra facção estava aglutinada na figura de Ana Paula dos Santos e os seus quatro filhos em comum com José Eduardo dos Santos, que exigiam o corpo e que este fosse enterrado em Angola.

### Funeral
Os restos mortais de Dos Santos, depois de longa contenda judicial na Catalunha, chegaram para seu velório e funeral em Luanda em 20 de agosto de 2022. As exéquias fúnebres iniciaram-se em 26 de agosto de 2022, com o sepultamento ocorrendo em 28 de agosto de 2022, junto ao Memorial Dr. António Agostinho Neto. Ressalta-se que o governo angolano já realizava funeral simbólico desde o dia de sua morte nas capitais angolanas.